# Rifugio Silvio Agostini
Il rifugio Silvio Agostini è un rifugio alpino del comune di San Lorenzo in Banale in Val d'Ambiez, nelle Dolomiti di Brenta nel Trentino occidentale, a 2.405 m s.l.m.

## Storia
Costruito nel 1937, è stato ampliato nel 1975. Il rifugio è dedicato alla memoria di Silvio Agostini, guida alpina, caduto nel 1936 dalla Cima Brenta. Nel 1976 è stato ceduto alla Società degli alpinisti tridentini (SAT), che ne è proprietaria. Nel 1995 ha subito un'ulteriore ristrutturazione, che lo ha reso uno dei rifugi più caratteristici e confortevoli dell'area. A febbraio 2014 ha subito gravi danneggiamenti dovuti a una valanga.

## Descrizione
Il rifugio dispone di 56 posti letto, ed è aperto dal 20 giugno al 20 settembre.
Posizionato nell'alta Val d'Ambiez, è punto di partenza per molte escursioni nonché per le ascensioni alla cima d'Ambiéz e alla cima Tosa. La prossimità ad alcune piccole pareti naturali lo hanno fatto diventare sede dei corsi estivi di roccia della scuola nazionale di alpinismo "Giorgio Graffer" della SAT.
Poco a monte del rifugio si trova un enorme masso, staccatosi dalle pareti sovrastanti il 18 luglio 1957 a seguito del crollo della Torre Jandl (o Dito dell'Ideale), cima salita in prima assoluta proprio da Silvio Agostini con il fratello Mario ed Elena Nardelli il 5 agosto 1927.
Nelle vicinanze del rifugio si erge una piccola cappella dedicata alla Madonna del Capriolo.

## Accessi
Dall'abitato di San Lorenzo in Banale (758 m) per la strada forestale che si diparte dalla località Baesa (segnavia 325), e diviene poi il sentiero "Adriano Dallago" (4 ore e 30 minuti).
In alternativa, un servizio di fuoristrada porta fino al rifugio Cacciatore (1.821 m), da cui si raggiunge il rifugio Agostini per il sentiero Dallago (segnavia 425) in circa 2 ore.

## Ascensioni
- Cima Tosa (3159 m) - difficoltà PD
- Cima d'Ambiez (3096 m) - difficoltà PD
- Cima Ceda orientale ed occidentale (rispettivamente 2760 m e 2767 m) - difficoltà F (passaggi di 2°)

## Traversate
- Ferrata Brentari (segnavia 358): percorso di grande interesse alpinistico, sale sino alla Sella della Tosa (2859 m), e giunge ai rifugi Tommaso Pedrotti e Tosa (3 ore).
- Ferrata Ettore Castiglioni (segnavia 321): sale sino alla Bocca dei Due Denti (2859 m), per ridiscendere lungo il bordo settentrionale della vedretta di Pratofiorito e giungere al rifugio Dodici Apostoli (2 ore e 30).
- Sentiero Palmieri, alternativa alla ferrata Brentari, attraversa la forcolotta di Noghèra (2415 m) per giungere ai rifugi Tommaso Pedrotti e Tosa (2 ore e 30)
- Sentiero dell'Ideale (segnavia 358): sale alla bocca d'Ambiéz (2871 m s.l.m.) e cala sulla bocca dei Camosci (2784 m), quindi prosegue fino al rifugio Dodici Apostoli (3 ore). Percorso alpinistico di notevole interesse.